# ماري بوبينز (فلم)
ماري بوبينز (بالإنجليزية: Mary Poppins) هو فيلم موسيقي تم إنتاجه في الولايات المتحدة وصدر في سنة 1964.

## بطولة
- جولي آندروز

### ترشيحات وجوائز
| السنة | الحدث | الفئة             | النتيجة  |
| ----- | ----- | ----------------- | -------- |
|       |       | أوسكار أحسن ممثلة | فـــــوز |

## الميزانية والإيرادات
بلغت تكلفة إنتاج الفيلم حوالي 6 ملايين دولار بينما حقق أرباحا تقدر بـ 102,272,727 دولار.

## وصلات خارجية
- مقالات تستعمل روابط فنية بلا صلة مع ويكي بيانات

لا توجد روابط لمواقع التواصل الاجتماعي.